# Macao en el Festival de la Canción de la UAR
Macao hizo su debut en el Festival Televisivo de la Canción de la UAR 2014, edición en la que fue el país anfitrión. La emisora de Macao, TDM, es el organizador de la entrada macaense.

## Participaciones de Macao en el Festival de la Canción UAR
| Año  | Sede  | Artista   | Canción     | Idioma | Nº de Actuación |
| ---- | ----- | --------- | ----------- | ------ | --------------- |
| 2014 | Macao | Blademark | "Heartcore" | Inglés |                 |

## Festivales organizados
| Año  | Localización | Lugar       | Presentadores              |
| ---- | ------------ | ----------- | -------------------------- |
| 2014 | Macao        | Sands Macao | Carmen Chau & Bonnith Kuok |